# مها السقا
مها السقا هي باحثة فلسطينية بارزة في مجال التراث الثقافي، ومؤسسة ومديرة مركز التراث الفلسطيني في بيت لحم منذ عام 1991. تُعرف بلقب “حارسة التراث الفلسطيني” نظرًا لجهودها المستمرة في الحفاظ على الهوية الثقافية الفلسطينية، خاصة من خلال توثيق وحماية الأزياء التقليدية والتطريز الفلسطيني.

## مساهماتها في حفظ التراث

### مركز التراث الفلسطيني
أسست مها المركز ليكون متحفًا حيًا يعرض الأثواب المطرزة، الأدوات المنزلية التقليدية، والمقتنيات التراثية من مختلف مناطق فلسطين. يهدف المركز إلى تعزيز الفخر بالهوية الفلسطينية ونقلها للأجيال القادمة.

### المعارض الدولية
شاركت في أكثر من 40 معرضًا دوليًا، من بينها فعاليات في جامعة شيكاغو، الأمم المتحدة، ومؤتمرات في واشنطن، أبو ظبي، وقطر، حيث عرضت الأزياء التراثية الفلسطينية وسلطت الضوء على الثقافة الفلسطينية.

## تصميم خارطة فلسطين التاريخية
في عام 2003، صممت خارطة تربط بين المواقع التاريخية والأثرية والزي الفلسطيني، معتبرة أن الثوب هوية ووثيقة تثبت الوجود الفلسطيني في كل قرية ومدينة.

## تطريز الأوشحة البابوية
قامت بتطريز أوشحة للبابا بنديكتوس والبابا فرنسيس، مزينة بمفتاح العودة، والذي اعتمدته وزارة الاتصالات الفلسطينية كطابع رسمي.

## الجوائز والتكريمات
- حصلت على لقب “الشخصية الثقافية للعام 2013” من وزارة الثقافة الفلسطينية.
- فازت بالمرتبة الأولى في المسابقة العالمية لليونسكو بعنوان “المرأة والتراث” بلوحة الأزياء الفلسطينية.
- كرمت في مقر اليونسكو في إسبانيا من قبل الرئيس محمود عباس.